# One World (série de televisão)
One World é uma sitcom da NBC exibida em seu bloco de programação voltado para adolescentes, o TNBC. O programa foi produzido pela Peter Engel Productions, e foi cancelado após sua terceira temporada.

## Premissa
O seriado era focado na vida da família Blake, uma família diversa criada pelo ex-jogador de beisebol Dave Blake, que adotou seis crianças das mais diferentes origens, e ao lado de sua mulher, Karen, foi desafiado a criá-las como bons cidadãos.

## Elenco
- Michael Toland como Dave Blake
- Elizabeth Morehead como Karen Blake
- Bryan Kirkwood como Ben Blake
- Arroyn Lloyd como Jane Blake
- Alisa Reyes como Marci Blake
- Michelle Krusiec como Sui Blake
- Brandon Baker como Cray Blake
- Harvey Silver como Neal Smith
- Jordana Spiro como Alex

## Episódios
One World teve apenas 3 temporadas curtas, de apenas 13 episódios cada, assim como acontecia com a maioria das outras séries infanto-juvenis do TNBC, logo, 39 episódios foram produzidos no total.

## Prêmios
| Ano  | Premiação        | Categoria                                 | Indicado(s)   | Resultado |
| ---- | ---------------- | ----------------------------------------- | ------------- | --------- |
| 2000 | YoungStar Awards | Melhor atriz em uma série infanto-juvenil | Alisa Reyes   | Indicado  |
| 2000 | YoungStar Awards | Melhor ator em uma série infanto-juvenil  | Brandon Baker | Vencedor  |
| 1999 | YoungStar Awards | Melhor atriz em uma série infanto-juvenil | Alisa Reyes   | Vencedor  |
| 1999 | YoungStar Awards | Melhor ator em uma série infanto-juvenil  | Brandon Baker | Indicado  |